# كرملو (قشلاق أهر)
کرملو (بالفارسية: کرملو) هي قرية تقع في إيران في قسم قشلاق الریفي. يقدر عدد سكانها بـ 96 نسمة .